# Применение смертной казни по странам
Смертная казнь в различные периоды истории применялась почти на всём земном шаре, но в последние несколько десятилетий многие страны отменили этот вид наказания.

## Классификация стран по применению смертной казни

Смертная казнь: карта мира
Легенда
Отменена за все преступления
Отменена за преступления, не совершаемые в исключительных обстоятельствах (таких, как преступления, совершенные во время войны)
Отменено на практике
Законная форма наказания

В зависимости от законодательства каждой из стран их можно поделить на четыре группы (на 31 декабря 2014 года):
- 58 стран сохраняют смертную казнь в рамках закона, в том числе в 22 странах в 2014 году приводились в исполнение смертные приговоры.
- 106[2] отменили этот вид наказания.
- 7 отменили только за общеуголовные преступления.
- 35 не применяют её на практике.

Кроме того, пять стран применяют смертную казнь в отношении правонарушителей в возрасте до 18 лет в момент совершения преступления. В некоторых странах эпизодически или систематически осуществляется практика внесудебных казней, выходящая за пределы своих официальных правовых рамок. Этот список включает в себя также несколько непризнанных государств с де-факто контролем над своей и зависимыми территориями. По крайней мере 2390 человек были казнены в 25 странах в течение 2008 года.
Беларусь — единственная страна в Европе и на постсоветском пространстве (за исключением непризнанных и частично признанных государств), где до сих пор на практике применяется смертная казнь.

## Список стран, применяющих смертную казнь на практике
За 2017 год в исполнение были приведены смертные приговоры в 22 государствах — членах ООН и в одной непризнанной ООН стране. Все они (за исключением Белоруссии и США) расположены в Азии и Африке (в скобках указано точное число казненных за 2017 год, если оно известно):
- Сирия (5000)
- КНР (1551)
- Иран (525)
- Саудовская Аравия (130)
- Ирак (111)
- Пакистан (65)
- Сомали (24)
- США (23)
- Египет (16)
- Иордания (15)
- Кувейт (7)
- Бангладеш (6)
- Афганистан (5)
- КНДР (5)
- Малайзия (4)
- Япония (4)
- Южный Судан (4)
- Бахрейн (3)
- Сингапур (3)
- Беларусь (5)
- Йемен (2)
- ОАЭ  (1)

## Страны, где смертные приговоры выносятся, но не исполняются
Во многих странах смертные приговоры выносятся, но не применяются, а осужденные либо долгое время находятся в камерах смертников, либо им заменяют казнь другим видом наказания. К таким государствам относятся некоторые страны Карибского бассейна, Азии и Африки. Бывает, что государство, долгое время не применявшее смертную казнь, начинает приводить приговоры в исполнение. В 2014 году в следующих странах смертные приговоры выносились, но не приводились в исполнение (в скобках указано число смертных приговоров, если оно точно известно):
- Казахстан (12)
- Барбадос (2)
- Гайана (1)
- Тринидад и Тобаго
- Бангладеш
- Бахрейн (5)
- Индия
- Индонезия (6)
- Катар
- Кувейт (7)
- Ливан
- Мальдивы (2)
- Республика Корея (1)
- Таиланд
- Шри-Ланка
- Алжир
- Ботсвана (1)
- Гамбия
- Гана (9)
- Замбия
- Зимбабве (10)
- Кения
- Демократическая Республика Конго
- Республика Конго
- Лесото
- Ливия
- Мавритания (3)
- Мали
- Марокко и  Сахарская Арабская Демократическая Республика (9)
- Нигерия (659)
- Сьерра-Леоне (3)
- Тунис
- Уганда (1)
- Южный Судан